# Sowiecka Formuła 3 Sezon 1981
Sezon 1981 Sowieckiej Formuły 3 – dwudziesty drugi sezon Sowieckiej Formuły 3, składający się z trzech eliminacji (Rustawi, Czajka oraz Bikernieki). Mistrzem został Wiktor Klimanow, ścigający się Estonią 19.

## Kalendarz wyścigów
| Runda | Data        | Tor     | Pole position | Najszybsze okrążenie | Zwycięzca (kierowcy) | Zwycięzca (zespoły) |
| ----- | ----------- | ------- | ------------- | -------------------- | -------------------- | ------------------- |
| 1     | 19 kwietnia | Rustawi | ?             | ?                    | Wiktor Klimanow      | Spartak Moskwa      |
| 2     | 7 czerwca   | Kijów   | ?             | ?                    | Toomas Napa          | Jõud Tallinn        |
| 3     | 21 czerwca  | Ryga    | ?             | ?                    | Michaił Lwow         | Spartak Leningrad   |

## Klasyfikacja kierowców
| Legenda oznaczeń w tabelach wyników Wyświetl szablon na nowej stronie | Legenda oznaczeń w tabelach wyników Wyświetl szablon na nowej stronie                                                                     |
| Oznaczenie                                                            | Wyjaśnienie |
| --------------------------------------------------------------------- | --- |
| Złoty                                                                 | Zwycięzca lub mistrzostwo |
| Srebrny                                                               | 2. miejsce lub wicemistrzostwo |
| Brązowy                                                               | 3. miejsce lub II wicemistrzostwo |
| Zielony                                                               | Ukończył, punktował (w klasyfikacji generalnej, gdy zdobył co najmniej jeden punkt na przestrzeni sezonu, poza trzema powyższymi opcjami) |
| Niebieski                                                             | Ukończył, nie punktował (w klasyfikacji generalnej, gdy nie zdobył co najmniej jednego punktu na przestrzeni sezonu)                      |
| Czerwony                                                              | Nie zakwalifikował się (NZ) |
| Czerwony                                                              | Nie prekwalifikował się (NPK) |
| Różowy                                                                | Nie ukończył (NU) |
| Różowy                                                                | Niesklasyfikowany (NS) (w klasyfikacji generalnej, gdy nie został sklasyfikowany w żadnym wyścigu sezonu)                                 |
| Czarny                                                                | Zdyskwalifikowany (DK) |
| Czarny                                                                | Wykluczony (WYK/EX) |
| Biały                                                                 | Nie wystartował (NW) |
| Biały                                                                 | Kontuzjowany (K/INJ) |
| Biały                                                                 | Wyścig odwołany (OD/C) |
| Bez koloru                                                            | Został wycofany (WYC/WD) |
| Bez koloru                                                            | Nie przybył (NP/DNA) |
| Bez koloru                                                            | Nie brał udziału w treningach (NT/DNP) |
| Bez koloru                                                            | Nie został zgłoszony (–) |
| Pogrubienie                                                           | Start z pole position |
| Kursywa                                                               | Najszybsze okrążenie wyścigu |
| †                                                                     | Nie ukończył, ale jego rezultat został zaliczony ze względu na przejechanie więcej niż 90% dystansu wyścigu.                              |
| *                                                                     | Sezon w trakcie |
| 1/2/3                                                                 | Punktowana pozycja w sprincie kwalifikacyjnym                                                                                             |
| Lista systemów punktacji Formuły 1                                    | |

| Poz. | Kierowca              | Zespół                  | RST | CZJ | RGA | Punkty |
| ---- | --------------------- | ----------------------- | --- | --- | --- | ------ |
| 1    | Wiktor Klimanow       | Spartak Moskwa          | 1   | 2   | -   | 190    |
| 2    | Michaił Lwow          | Spartak Leningrad       | 3   | NU  | 1   | 177    |
| 3    | Toomas Napa           | Jõud Tallinn            | 5   | 1   | NU  | 161    |
| 4    | Avo Soots             | Kalev Tallinn           | 4   | NU  | 2   | 157    |
| 5    | Peep Kosk             | DOSAAF Tallinn          | 6   | 4   | 3   | 153    |
| 6    | Aleksandr Potiechin   | DOSAAF Moskwa           | -   | 5   | 5   | 137    |
| 7    | Eduard Markowski      | DOSAAF Leningrad        | 7   | 3   | NU  | 131    |
| 8    | Edgar Aavik           | Kalev Tallinn           | 9   | 6   | 6   | 127    |
| 9    | Anatolij Dmitrijew    | DOSAAF Moskwa           | 8   | NU  | 4   | 114    |
| 10   | Ildar Rachmanow       | DOSAAF Ufa              | -   | 8   | 8   | 107    |
| 11   | Guram Dgebuadze       | DOSAAF Tbilisi          | 2   | NU  | NU  | 104    |
| 12   | Rimgaudas Statniskas  | DOSAAF Togliatti        | -   | 7   | 10  | 102    |
| 13   | Vigintas Joška        | DOSAAF Kowno            | NU  | 13  | 7   | 95     |
| 14   | Peteris Mežaks        | Daugava Ryga            | -   | 12  | 11  | 79     |
| 15   | Nikołaj Rudnicki      | DOSAAF Mińsk            | 11  | 11  | -   | 74     |
| 16   | Władimir Kapszejew    | Trudowe Rezerwy Charków | 12  | 10  | -   | 72     |
| 17   | Sergejs Pugačs        | DOSAAF Ryga             | 10  | NU  | NU  | 56     |
| 18   | Władimir Gienierałow  | Spartak Leningrad       | NU  | NU  | 9   | 55     |
| 19   | Pawieł Kriwiec        | Spartak Donieck         | -   | 9   | -   | 54     |
| 20   | Aivars Ivans          | DOSAAF Lipawa           | -   | -   | 12  | 32     |
| 21   | Siergiej Nencho       | Spartak Kijów           | -   | NU  | -   | 31     |
| 22   | Andriej Kondiejkin    | DOSAAF Aszchabad        | 15  | NU  | -   | 29     |
| 23   | Hugo Jurševskis       | Daugava Kandava         | NW  | NU  | 13  | 29     |
| 24   | Witalij Pawlienko     | DOSAAF Kijów            | -   | NU  | -   | 28     |
| 25   | Vilnis Pirtnieks      | DOSAAF Ryga             | -   | -   | 14  | 24     |
| 26   | Oleg Błagodow         | DOSAAF Mińsk            | 13  | NU  | -   | 20     |
| 27   | Walentin Rybałczenko  | Spartak Kujbyszew       | -   | NU  | -   | 17     |
| 28   | Wadim Karakosow       | DOSAAF Taszkient        | 14  | -   | -   | 13     |
| 29   | Wiktor Piatych        | DOSAAF Togliatti        | -   | NU  | NU  | 12     |
| 30   | Rimantas Dominikaitis | DOSAAF Kowno            | -   | NU  | -   | 12     |
| 31   | Sergejs Mironenko     | DOSAAF Janów            | -   | NU  | -   | 8      |
| 32   | Andris Ciemiņš        | Daugava Ryga            | -   | -   | NU  | 4      |